# Marie van Oss
Marie van Oss (circa 1430 – Dendermonde, 10 september 1507) was abdis in het Birgittijnenklooster Maria Troon te Dendermonde en kroniekschrijver van de geschiedenis van haar orde. De verloren gewaande kroniek is teruggevonden in het stadsarchief van Keulen.
Marie van Oss is omstreeks 1447 als novice ingetreden in het klooster Coudewater te Rosmalen. In 1466 werd zij belast met de stichting van een nieuwe abdij in Dendermonde, waar zij in 1471 tot abdis werd gekozen. Onder haar leiding bereikten de scriptoria in dat klooster een hoogtepunt. Door de ruil van manuscripten met andere kloosters werd een belangwekkende bibliotheek opgebouwd.
In december 1501 begon zij aan een kroniek over de geschiedenis van de orde der Birgittijnen. Hierin is veel aandacht aan de geschiedenis van de abdij in Dendermonde maar ook van de abdij in Rosmalen. Zo wordt het visioen vermeld dat aanleiding gaf tot de stichting van het klooster in Rosmalen.

## Externe bron
Olsen, Ulla Sander, "Maria van Oss, abdis en kroniekschrijver", Brabantserfgoed.nl.
De Kroniek van Marie van Oss is uitgegeven door Ulla Sander-Olsen, in Oudheidkundige Kring van het Land van Dendermonde. Gedenkschriften, 21 (2002),4, pp.250-332: "De Kroniek van Marie van Oss, Birgittinessenabdij Maria Troon, Dendermonde".
Nieuwere Literatuur: 
Simon Carpels, Het klooster Maria Troon in Dendermonde: Een studie naar de identiteit van de Birgittinessen in de laatmiddeleeuwse Nederlanden. Masterproef, 2009-1010.147 p.  (Faculteit Letteren en Wijsbegeert, Universiteit Gent).